# Radithor

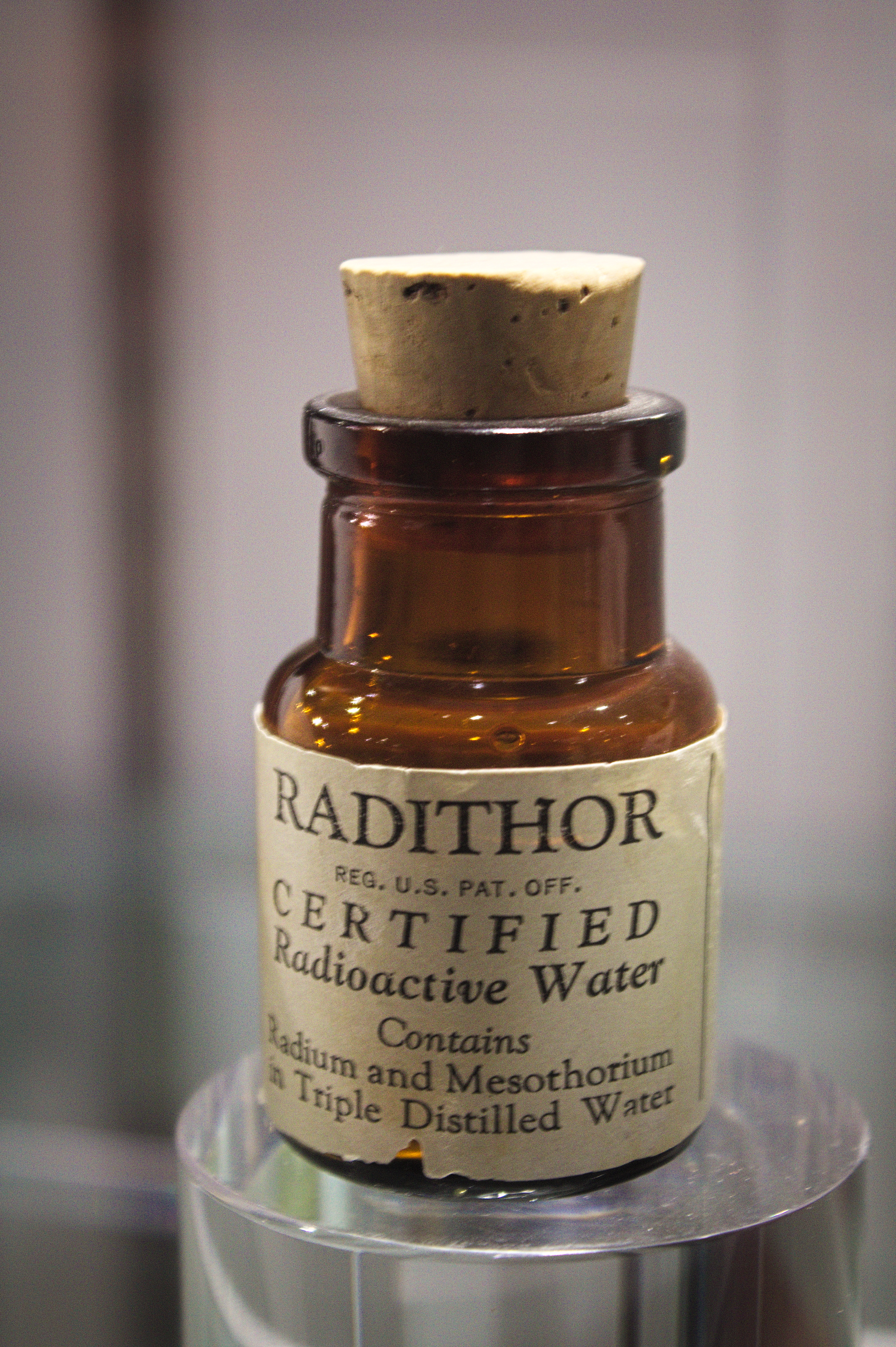
Eine Flasche Radithor

Radithor war ein radioaktives Mittel, das aus dreifach destilliertem Wasser bestand, in dem die Radium-Isotope 226Ra und 228Ra („Mesothorium I“) gelöst waren, so dass es über eine Aktivität von mindestens einem Mikrocurie (entspricht 37 Kilobecquerel) verfügte.
Das Mittel wurde nach dem Ersten Weltkrieg bis 1931 von der Bailey Radium Laboratories, Inc. in East Orange, New Jersey unter Leitung von William John Bailey hergestellt und unter anderem als „Heilung für lebende Tote“ und „Ewiger Sonnenschein“ bezeichnet und umworben. Nach Angaben des Herstellers sollte Radithor eine Heilwirkung bei zahlreichen Krankheiten haben und die ionisierende Strahlung dem menschlichen Körper auf wundersame Weise von innen neue Energie zuführen. Trotz des relativ hohen Preises wurde Radithor aufgrund seiner umworbenen Aura vor allem in finanzstarken Bevölkerungskreisen schnell beliebt, so dass die Firma ihr Produkt innerhalb von fünf Jahren über 400.000 Mal in kleinen Fläschchen als „zertifiziertes Radiumwasser“ verkaufte. Ärzte, die Radithor verschrieben, erhielten eine verdeckte Provision von 17 %. Ähnliche Mittel wurden sowohl in den USA als auch in anderen Ländern angeboten und gehandelt. Es gab sogar Konzentrate, aus denen man mit Hilfe spezieller Zubereiter selbst Radiumwasser herstellen konnte.
Erst als der prominente US-amerikanische Sportler Eben Byers, der nach eigenen Angaben etwa 1400 Fläschchen Radithor als Medizin auf Empfehlung seines Arztes zu sich genommen hatte, schwer an Krebs erkrankte, ihm zahlreiche Zähne und große Teile seines Unterkiefers ausfielen und er wenig später unter großen Qualen starb, kamen 1931 starke Zweifel an der heilenden Wirkung von Radithor und Radiumwässern auf. Die öffentliche Meinung schlug in den Vereinigten Staaten um. Ende 1931 wurde der Firma eine Vermarktung als therapeutisches Mittel verboten. Radithor brauchte jedoch wegen des Strahlenschadens nicht mehr vom Markt genommen zu werden, da die Firma Bailey Radium Laboratories bereits ein Jahr zuvor in Zusammenhang mit den ersten Presseberichten über die Krankheit von Eben Byers die Produktion eingestellt hatte.